# Omar Bongo
El Hadj Omar Bongo Ondimba (antes Albert-Bernard Bongo, Lewai —actual Bongoville, renombrada en su honor—, Provincia de Haut-Ogooué, 30 de diciembre de 1935-Barcelona, 8 de junio de 2009) fue un político gabonés que ocupó el cargo de presidente de su país desde 1967 hasta su muerte en 2009, siendo entonces el gobernante que más tiempo se mantuvo en el cargo en África.

## Biografía
Fue miembro de la pequeña etnia bateke. Luego de sus estudios primarios y secundarios en Brazzaville (capital de África Ecuatorial Francesa), Bongo consiguió un trabajo en los Servicios Postales y de Telecomunicaciones, antes de hacer su servicio militar en la Fuerza Aérea, sucesivamente en Brazzaville, Bangui y Fort Lamy (actual Yamena, Chad). Se retiró con el grado de Capitán.

### Carrera política
Fue elegido vicepresidente en marzo de 1967, junto con Léon M'ba, y fue nombrado presidente tras la muerte de M'ba el 28 de noviembre de 1967. Se convirtió al islam en 1973 y cambió su nombre a Omar Bongo. Se añadió el apellido Ondimba en 2003. En mayo de 2009, ingresó en una Unidad de Cuidados Intensivos de la planta cuarta de la clínica Quirón de Barcelona aquejado de un cáncer en el aparato digestivo, muy avanzado.

## Presidencia (1967-2009)
A cambio del apoyo del Elíseo, Bongo aceptó poner a disposición de Francia parte de la riqueza de Gabón y, en particular, de sus recursos estratégicos de petróleo y uranio. En cuanto a las cuestiones políticas internacionales, Gabón se suma por lo general a las posiciones de París.
En 1968, Omar Bongo recibió presiones de Francia para que reconociera la independencia del Biafra (Nigeria sudoriental). Incluso debió aceptar que el aeropuerto de Libreville sirviera como centro de suministro de armas al coronel Ojukwu (el líder secesionista de Biafra).
En 1990, Francia despliega parte de su ejército en Libreville para salvar a su aliado de una revuelta.
Según el politólogo Thomas Atenga, a pesar de los cuantiosos ingresos del petróleo, "el Estado rentista gabonés ha funcionado durante años sobre la depredación de los recursos en beneficio de su clase dirigente, en torno a la cual se ha desarrollado un capitalismo parasitario que apenas ha mejorado las condiciones de vida de la población".

### Dotes de mediación

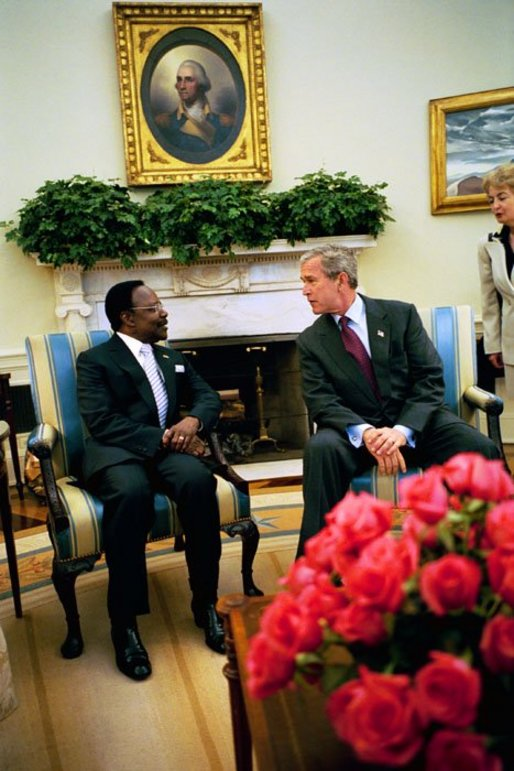
Presidente Bongo con su colega George W. Bush en mayo de 2004.

Según la revista Jeune Afrique, desde la década de 1980 , Omar Bongo, considerado como un "sabio" del continente africano, aprovechó su experiencia política para ofrecerse como mediador en diversos conflictos[cita requerida], tanto entre Estados africanos como internos de un Estado. Así, en 1988 organizó un encuentro en Libreville entre el expresidente angoleño José Eduardo dos Santos y el líder congoleño Denis Sassou Nguesso , cuyos respectivos países habían estado en guerra durante trece años, encuentro que desembocó en un histórico tratado de paz. En Sudáfrica, Bongo no escatimó en su apoyo a Nelson Mandela, luego en lucha contra el régimen del apartheid. En 1997, intentó en vano, en Zaire , reconciliar a Mobutu y Kabila. Desde finales de la de 2008 , logró poner fin a una guerra civil que había durado varios años en la República Centroafricana al arrebatar a los beligerantes un “Pacto de Reconciliación Nacional”. Por otro lado, falló en el Congo, donde se estaba librando una terrible guerra civil entre su amigo Denis Sassou Nguesso y su otro amigo Pascal Lissouba, trabajó por la reconciliación entre Chad y Sudán. 
El 6 de mayo de 2009, Omar Bongo Ondimba suspendió sus actividades para descansar y llorar a su esposa, Edith Lucie Bongo (hija del presidente de la República del Congo, Denis Sassou Nguesso), quien falleció el 14 de marzo de 2009, mientras circulaban rumores sobre su propio estado de salud del propio Bongo, esta pérdida afectó en gran manera al presidente.

## Fallecimiento
Se anunció su fallecimiento el 7 de junio de 2009, a los 73 años, a consecuencia del cáncer que padecía, semanas después de su ingreso en la clínica. Posteriormente, el Gobierno de Gabón desmentía su muerte. Finalmente, mediante un comunicado, se anunció oficialmente su muerte, acaecida en Barcelona, la mañana del 8 de junio de 2009.

## Fortuna
En enero de 2008, el periódico Le Monde reveló la lista de presuntas ganancias mal habidas en Francia del presidente gabonés y su familia: más de 33 pisos y mansiones privadas, por valor de más de 150 millones de euros. Esta información procedía de la investigación policial francesa que siguió a una denuncia por malversación de fondos públicos, presentada en marzo de 2007 en París por tres asociaciones francesas (Survie, Sherpa y la Federación de Congoleses en la Diáspora).
A su muerte, dejó a sus herederos una fortuna estimada entre 500 y 3000 millones de euros.